# Liste des évêques de Skálholt
Skálholt fut, en Islande, le siège de l'un des deux diocèses d'origine (l'autre était situé à Hólar).

## Catholiques
- 1056-1080 : Ísleifur Gissurarson
- 1082-1118 : Gissur Ísleifsson
- 1118-1133 : Þorlákur Runólfsson
- 1134-1148 : Magnús Einarsson
- 1152-1176 : Klængur Þorsteinsson
- 1178-1193 : Þorlákur Þórhallsson
- 1195-1211 : Páll Jónsson
- 1216-1237 : Magnús Gissurarson
- 1238-1268 : Sigvarður Þéttmarsson
- 1269-1298 : Árni Þorláksson
- 1304-1320 : Árni Helgason
- 1321 : Grímur Skútuson
- 1322-1339 : Jón Halldórsson
- 1339-1341 : Jón Indriðason
- 1343-1348 : Jón Sigurðsson
- 1350-1360 : Gyrðir Ívarsson
- 1362-1364 : Þórarinn Sigurðsson
- 1365-1381 : Oddgeir Þorsteinsson
- 1382-1391 : Mikael
- 1391-1405 : Vilkin Hinriksson
- 1406-1413 : Jón
- 1413-1425 : Árni Ólafsson
- 1426-1433 : Jón Gerreksson
- 1435-1437 : Jón Vilhjálmsson Craxton
- 1437-1447 : Godsvin (Gozewijn) Comhaer
- 1448-1462 : Marcellus
- 1462-1465 : Jón Stefánsson Krabbe
- 1466-1475 : Sveinn Pétursson
- 1477-1490 : Magnús Eyjólfsson
- 1491-1518 : Stefán Jónsson
- 1521-1540 : Ögmundur Pálsson

## Luthériens
- 1540-1548 : Gissur Einarsson
- 1549-1556 : Marteinn Einarsson
- 1558-1587 : Gísli Jónsson
- 1589-1630 : Oddur Einarsson
- 1632-1638 : Gísli Oddsson
- 1639-1674 : Brynjólfur Sveinsson
- 1674-1697 : Þórður Þorláksson
- 1698-1720 : Jón Vídalín
- 1722-1743 : Jón Árnason
- 1743-1745 : Ludvig Harboe
- 1747-1753 : Ólafur Gíslason
- 1754-1785 : Finnur Jónsson (évêque) (is)
- 1785-1796 : Hannes Finnsson
- 1797-1801 Geir Vídalín

Le diocèse a été fusionné le 2 octobre 1801 avec celui de Hólar pour former un diocèse unique qui siègera à Reykjavik à partir de 1806, dont Skálholt constitue désormais un évêché suffragant.

### Source
- (en + is) Stofnun Árna Magnússonar á Íslandi